# 莫罗佐沃农村居民点 (伊万诺沃州)
莫罗佐沃农村居民点（俄语：Морозовское сельское поселение）是俄罗斯联邦伊万诺沃州捷伊科沃区所属的一个农村居民点。其下辖有28个居民点，行政中心为莫罗佐沃。据2016年统计，该农村居民点的人口为2008人。